# 耶穌水上行走

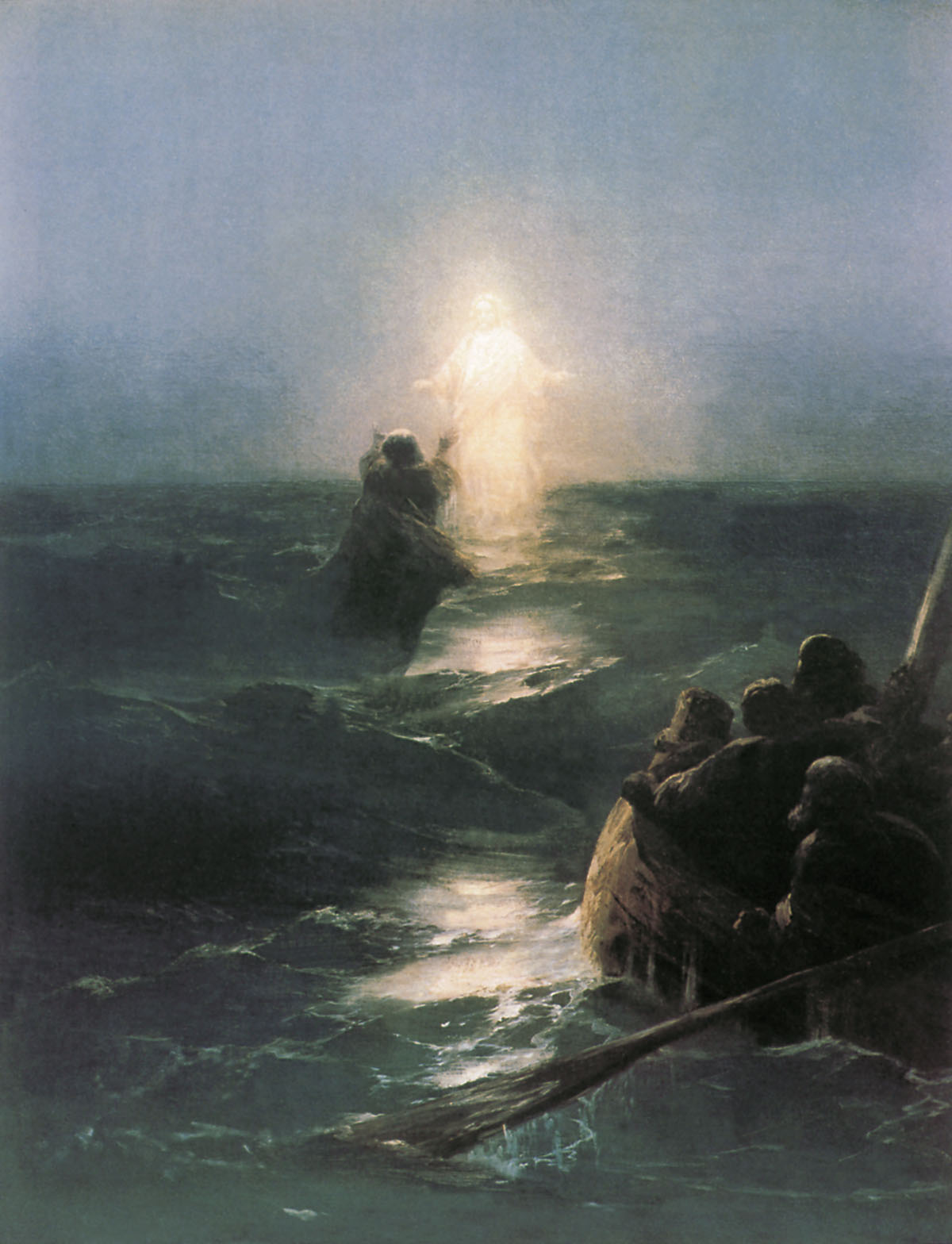
水上行走，伊凡·康斯坦丁诺维奇·艾瓦佐夫斯基（1888）

耶穌水上行走是新約聖經中所敘述到的耶穌的神跡之一。在馬太福音、馬可福音以及約翰福音中都有記載，但在路加福音中沒有。
這個故事緊接在耶穌餵飽五千人的神跡之後，敘述了耶穌是如何幫助他搭著船的門徒通過加利利海的：當耶穌獨自在禱告時，門徒所在的海上的夜晚降臨了，且海浪也突然高漲，並刮起了暴風。在門徒逆著風划了整夜的船之後，他們看到了耶穌在海上行走。當時門徒被嚇到了，他們認為自己是看到了幽靈，但此時耶穌的聲音告訴了他們不必害怕，門徒終於放下了心。在耶穌登上了船後，暴風停息了，他們也順利的登陸。
根據馬太福音的故事版本，彼得也試著在水上向耶穌走去，但後來他變得太害怕了，於是開始下沉，最後耶穌拯救了他。

## 圣经中的叙述

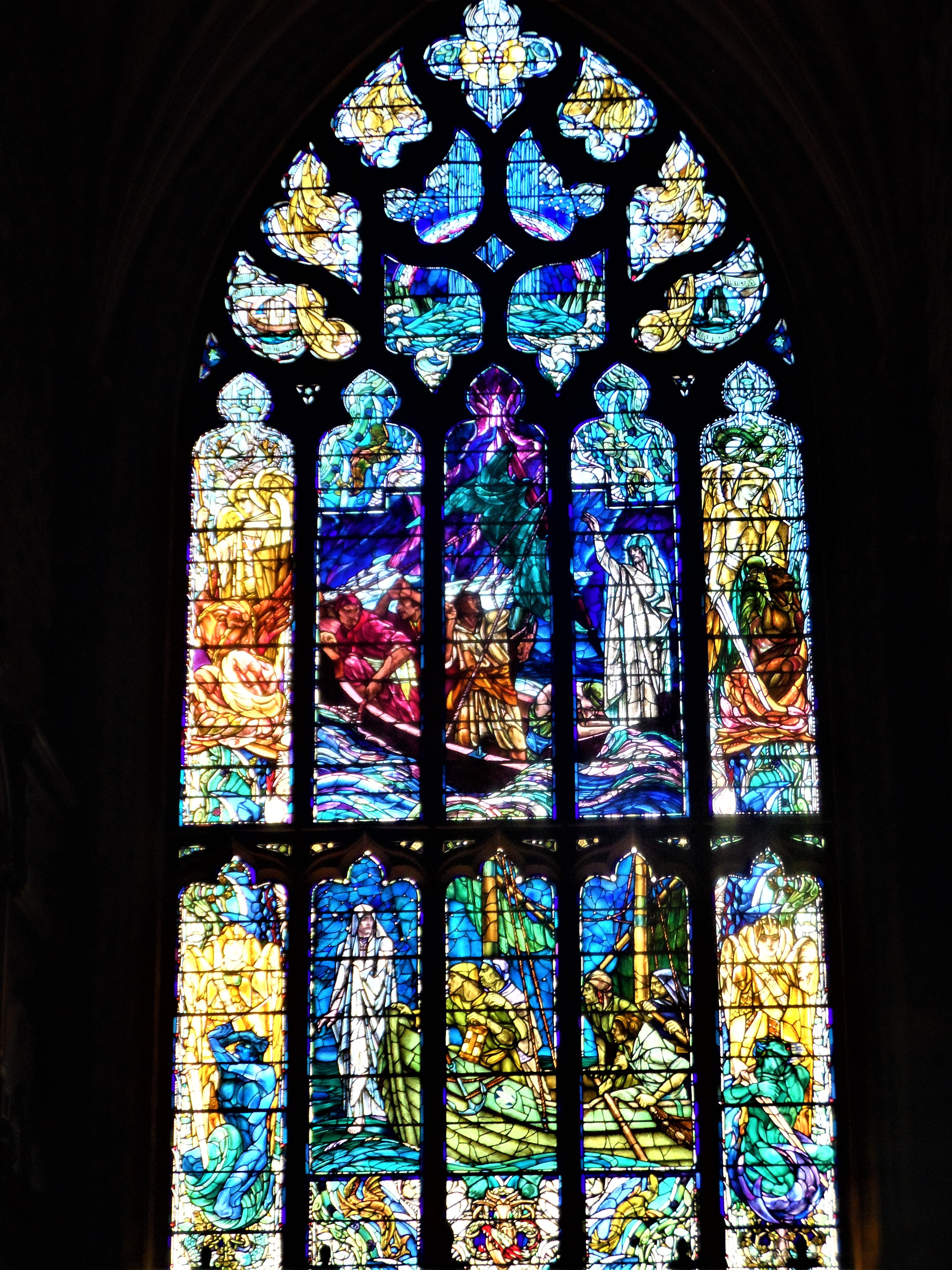
位于圣吉尔斯大教堂的彩色玻璃花窗，上面描绘了耶稣在水上行走的场景

耶稣水上行走的故事出现在马太福音、马可福音和约翰福音中，但未见于路加福音。这一事件发生在耶稣加利利的事工结束之际，彼得见证了耶稣的此次神迹，并最终承认耶稣的基督地位。 在所有这三本福音书中，耶稣水上行走的故事都紧接在在耶穌餵飽五千人的故事之后，当时耶稣得知约翰的死讯，准备乘船渡过加利利海，前往一处位于沙漠中的地点（可能是伯赛大），耶稣身后跟随着许多步行的民众。
夜晚降临，门徒登船准备前往加利利海对岸，但耶稣先独自一人上山做祷告。约翰福音中叙说他们将“往迦百农去”。 航行时，门徒的船只被风浪所阻，此时他们看见耶稣在海面行走，向他们而来。约翰福音指出此时船只距离出发点已有十多里路（5-6千米）。 门徒看见耶稣的行为，感到十分惊异，但耶稣告诉他们不必害怕。
在马太福音的叙述中，彼得向耶稣问道：主，如果是你，请叫我从水面上走到你那里去。当彼得下船行走在水面，就害怕起了风浪，开始下沉。彼得向耶稣求救，耶稣伸手把他拉住，然后评论说彼得缺乏信念，让他回到船上去，随后风暴停歇了。马太福音还记录了门徒将耶稣称为神之子。 约翰福音中缺少关于“彼得冒险”的叙述，这或许表明这个插曲是马太福音的额外创作。
在三本福音书的叙述中，耶稣登上船只后，风暴都停歇了，他和门徒到达了加利利海对岸。唯在约翰福音中，众人瞬间来到了对岸。 马太福音和马可福音的故事止步于此，而约翰福音则继续叙述了第二日民众在对岸寻找耶稣，他们知道耶稣并没有与其门徒一同登船，但他们不知道耶稣的去处。 当民众在迦百农找到耶稣，耶稣并未回答他们关于其去向的疑问，而是说，这些人寻找自己并不是因为见了神迹，而是为了免费得来的饼。耶稣告诫他们不要寻求在世的所得，而应当以更高的灵魂价值为目标。

### 马可福音
6:45 耶稣随即催门徒上船，先渡到那边伯赛大去，等他叫众人散开。 46 他既辞别了他们，就往山上去祷告。 47 到了晚上，船在海中，耶稣独自在岸上， 48 看见门徒因风不顺摇橹甚苦。夜里约有四更天，就在海面上走，往他们那里去，意思要走过他们去。 49 但门徒看见他在海面上走，以为是鬼怪，就喊叫起来， 50 因为他们都看见了他，且甚惊慌。耶稣连忙对他们说：“你们放心！是我，不要怕！” 51 于是到他们那里，上了船，风就住了。他们心里十分惊奇， 52 这是因为他们不明白那分饼的事，心里还是愚顽。

53 既渡过去，来到革尼撒勒地方，就靠了岸。——马可福音 6:45-53 现代标点和合本

### 马太福音
14:22 耶稣随即催门徒上船，先渡到那边去，等他叫众人散开。 23 散了众人以后，他就独自上山去祷告。到了晚上，只有他一人在那里。 24 那时船在海中，因风不顺，被浪摇撼。 25 夜里四更天，耶稣在海面上走，往门徒那里去。 26 门徒看见他在海面上走，就惊慌了，说：“是个鬼怪！”便害怕，喊叫起来。 27 耶稣连忙对他们说：“你们放心！是我，不要怕！” 28 彼得说：“主，如果是你，请叫我从水面上走到你那里去。” 29 耶稣说：“你来吧！”彼得就从船上下去，在水面上走，要到耶稣那里去。 30 只因见风甚大，就害怕，将要沉下去，便喊着说：“主啊，救我！” 31 耶稣赶紧伸手拉住他，说：“你这小信的人哪，为什么疑惑呢？” 32 他们上了船，风就住了。 33 在船上的人都拜他，说：“你真是神的儿子了！”

34 他们过了海，来到革尼撒勒地方。 35 那里的人一认出是耶稣，就打发人到周围地方去，把所有的病人带到他那里， 36 只求耶稣准他们摸他的衣裳穗子。摸着的人就都好了。——马太福音 14:22-34 现代标点和合本

### 约翰福音
6:16 到了晚上，他的门徒下海边去， 17 上了船，要过海往迦百农去。天已经黑了，耶稣还没有来到他们那里。 18 忽然狂风大作，海就翻腾起来。 19 门徒摇橹约行了十里多路，看见耶稣在海面上走，渐渐近了船，他们就害怕。 20 耶稣对他们说：“是我，不要怕！” 21 门徒就喜欢接他上船，船立时到了他们所要去的地方。——马太福音 6:16-21 现代标点和合本

## 阐释

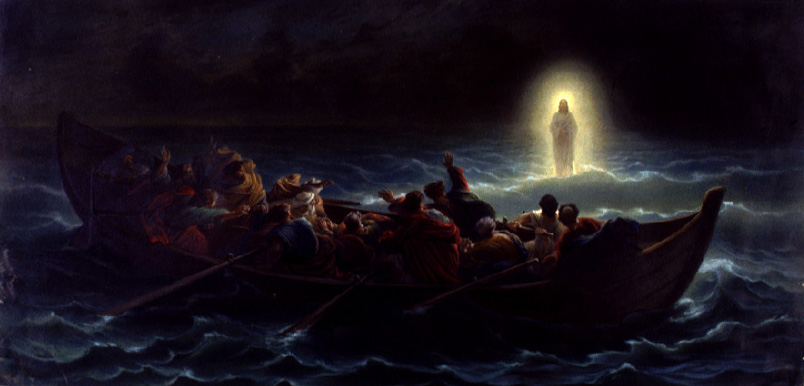
耶稣水上行走， Amédée Varint

### 基督教
耶稣水上行走这一章节在基督教教义中有特殊的阐释，学者十分注重这个故事的地位，因为它对基督教大公会议信条的形成有重要的影响。
首先，在这个故事中，耶稣与门徒的关系受到了人们的关注。美林 C.坦尼认为这种关系甚至比耶稣的神迹本身更重要。 J.德怀特·彭特科斯特和约翰·丹尼尔森认为，这次神迹是耶稣有意向自己的门徒显现的，目的是为了加强他们的信念。 大卫·库克和克雷格·A·埃文斯指出，马太福音中多处使用了“小信的”这一表达（例如8:26 （页面存档备份，存于）平息风暴和16:8 （页面存档备份，存于）对门徒没有带饼的评论），可能意指“没有信念”。
理查德·卡西迪认为，这一章节着重表现了彼得这位门徒的行为，因为彼得对耶稣抱有信念，他知道耶稣的非凡能力。彼得决定尝试像耶稣一样在水上行走，想借此向其他门徒展示自己与耶稣最亲近。 库克和埃文斯指出，彼得向耶稣求救的场景与圣经中其它几处有相似的地方（马太福音 8:25 （页面存档备份，存于），马可福音 4:38 （页面存档备份，存于））。
库克和埃文斯也认同J.德怀特·彭特科斯特的阐释，他们发现此章节还描述了“船已行了十多里路”、“海浪就翻腾起来”，这表明耶稣并非在沿岸水面行走，而是走到了海中央，这进一步说明了耶稣的超越自然控制的能力。 R.T.弗兰斯也表示，圣经中关于船已驶离岸边十几里，以及彼得沉水的描述是为了说明此时的水已非常深。
部分学者，例如乌尔里希·卢兹和戴尔·艾利森分别指出，这个故事在早期基督徒对耶稣神性的宣告中起着重要的作用。 艾伦·罗宾逊认为，这这一章节促使早期教会的门徒确信耶稣为神之子。 戴尔·艾利森指出，马太福音中的描述显示出圣父有意将自己的能力分享给他的孩子，于是这一章必然促使了大公会议信条对耶稣神性的肯定。

### 历史批判分析

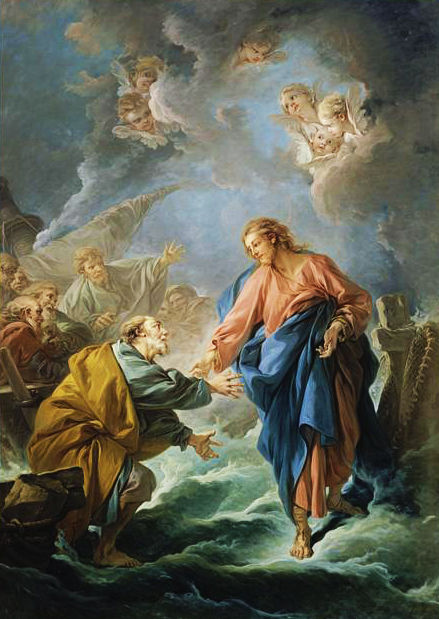
彼得尝试水上行走，弗朗索瓦·布歇，藏于凡尔赛宫

部分学者基于耶稣作为神之子的信念，认为此故事是历史上真实发生的事件。他们认为耶稣有超越自然法则的能力，故而他可以在水面行走，或者也可能耶稣本人仍在岸边，但他将自己的形象投射到了加利利海上。 他们认为这一章节的意义只能从奇迹的本质体现而得到理解："这个故事只有在确信其为真实发生的前提下才具有意义"（Leopold Sabourin, 1975）。
巴特·叶尔曼在最近的研究中提出，人们无法根据史学方法来证明或否决某个超自然的奇迹事件，因为这种证明需要以对超自然的信念为前提，这与史学方法是不相容的；而对它们的否决则需要明确的证据，这种证据通常是十分难以获得的。

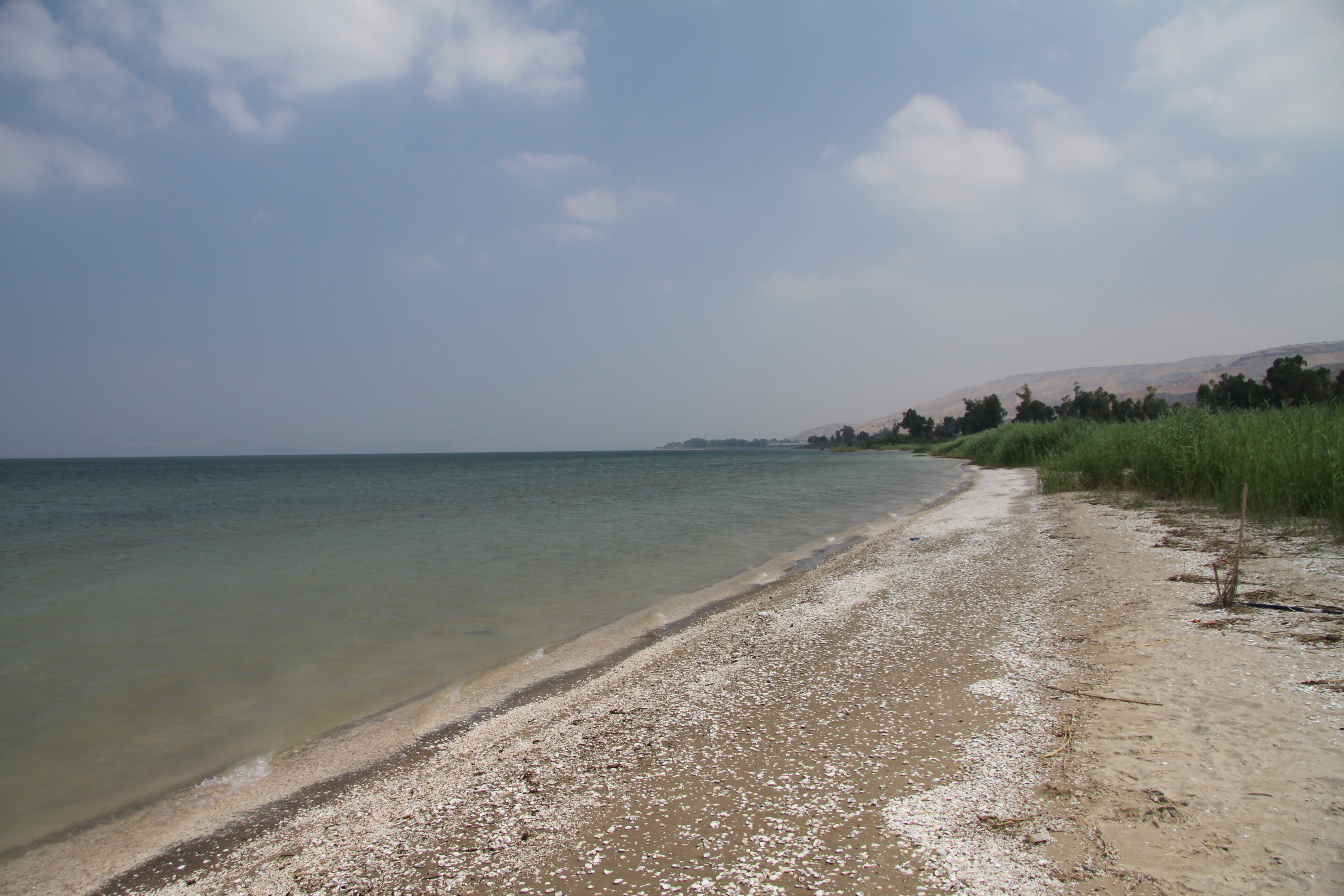
位于以色列的加利利海岸

天主教学者约翰·P·迈耶指出，耶稣水上行走的故事是一个纯粹的神学叙述，不具备任何历史基础。迈耶认为，口述传统与对圣经旧约的引述（例如耶稣的回答“我是”与早期教会中将耶稣作为雅威的形象相对应）以及对复活后的耶稣的接受紧密关联。尤其是故事的叙述似乎可归为末日体裁，也即一种明显的象征主义和明暗对比风格。故事之初，耶稣让自己的使徒先上船离去，告诉他们自己将在“海”的对岸与他们会合，随后耶稣上山祈祷。在海上航行时，使徒们受困于风浪，无法前行，而后耶稣现身，一切重归平静。据迈耶所言，这个故事是对复活节后早期教会的隐喻：耶稣受难，离开了他的门徒，但承诺会回来，在尚未返回时，他也会偶尔通过其它方式来到他们身旁（例如圣餐礼）。正如所有其他末日文学一样，它的作用是抚慰那些那些需要得到安慰的人。
有些学者认为这个故事是真实发生的，但并非如圣经中所描写的这样奇幻：例如阿尔伯特·史怀哲提出，门徒所见的耶稣其实是在海滩上行走，但鉴于风浪以及夜晚光线造成的视野影响，他们误以为耶稣是行走在海面之上。接受这种“误读理论”的学者指出，马可福音最初的描绘是耶稣于岸边而不是海上行走，约翰福音可能也曾有更准确的描述。 还有其它学者认为这整个故事是一个“虔诚的传说”（B.H. Branscomb，1937），它可能是由一些已经遗失的事件拼凑而成，可能耶稣涉过海浪（Vincent Taylor，1957），又或者他是在沙洲上行走（Sherman Johnson，1972，J.D.M. Derrett，1981）。
此外还有学者将这个故事视为一种“创造性的象征主义”，或者说是神话，于是在一部分人眼中它可能被作为事实而理解，在另一部分眼中则被作为一种寓言。 鲁道夫·布尔特曼提出，在许多文化中都有对“水上行走”这一主题的描绘。 并且“水上行走”不仅被赋予给一些伟人，例如薛西斯二世和亚历山大大帝，它有时也被用于嘲讽某些人想完成不可能的事。
有些人寻找这个故事与旧约圣经的对应，例如基督对水面的无视可以对应到雅威战胜代表宇宙混沌的原始之海。或者也可能在福音书写作之前，它本是只是一个简单的口述故事，但在希腊化的过程中被增添进旧约中的细节。在希伯来语圣经中，上帝曾向海洋展示能力，例如出埃及记14:21 （页面存档备份，存于）和列王纪下2:8 （页面存档备份，存于）。
阿德拉·亚布罗·柯林斯总结说，这个故事赋予了耶稣神圣属性，为他作为弥赛亚和以色列王提供了合理性。

### 文学批评分析

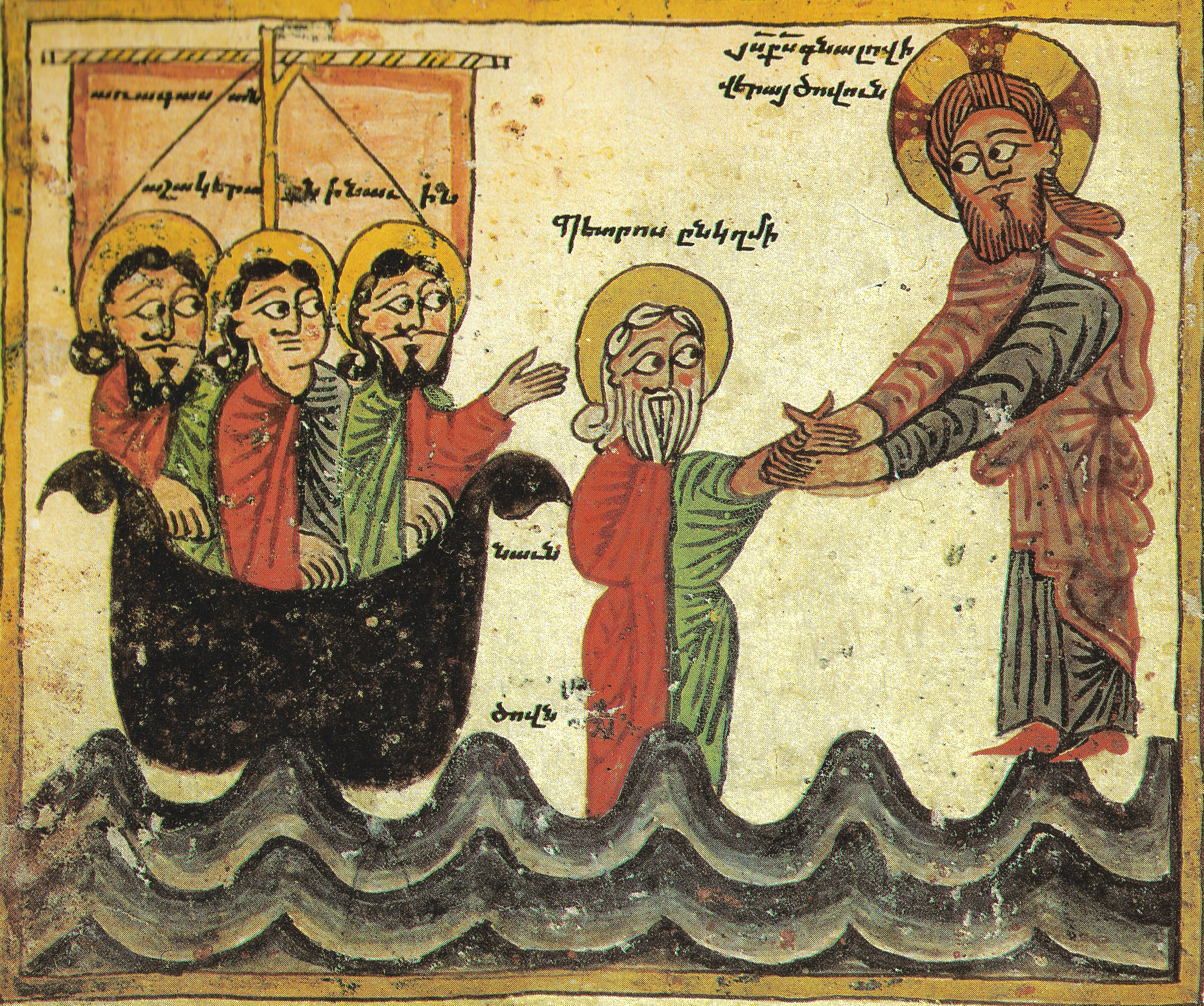
耶稣水上行走，Daniel of Uranc，1433

圣经学者乔治·W·杨拒绝采用自然主义、传统或基于历史批判的视角来解释这个故事。他认为这些解经学方法过于依赖对事实的阐释，难以从文本结构中获取意义。相反，他使用了文学批评的方法。杨将耶稣水上行走的故事视为一种虚构，因此他认为我们应当使用与幻想文学相关的工具进行分析。
通过文学分析，杨从这个故事中得出三种相互交织的，面对现实的不同视角：（1）基于感知的“传统现实”；（2）耶稣在其它观察者面前呈现出的“不可能”的视觉形象。（3）叙述者在马太福音14:33 （页面存档备份，存于）中称耶稣为神之子的形而上学评论。